# Bernhard von Glisczynski
Bernhard Franz von Glisczynski (* 13. April 1912 in Berlin; † 17. April 1992 in Dortmund) war ein deutscher Bauingenieur. Als Leiter der SS-Sonderinspektion I war er ab 1944 verantwortlich für die unterirdische Verlegung kriegsbezogener Produktionsstätten rund um Porta Westfalica. Damit verbunden waren die Ausbeutung und Ermordung von KZ-Insassen in den zu diesem Zwecke errichteten Außenlagern des KZ Neuengamme.
Bernhard von Glisczynski stammte aus dem pommerellischen Adelsgeschlecht Glisczynski. Er studierte Bauingenieurwesen an der Technischen Hochschule Berlin und promovierte hier zum Dr.-Ing. über die Thematik der „Beton-Fahrbahndecken“.

## Engagement bei den Nationalsozialisten und beruflicher Aufstieg
Bereits vor der Machtergreifung der Nationalsozialisten trat von Glisczynski zum 1. Dezember 1932 in die NSDAP (Mitgliedsnummer 1.399.837) und dann 1933 in die SS (SS-Nummer 150.512) ein. Bis 1941 war von Glisczynski innerhalb der Organisation Todt mit Straßen-, Bau- und Rüstungsprojekten des Generalinspekteurs für das Deutsche Straßenwesen, Fritz Todt, beauftragt. Im September 1941 wurde er Sonderführer, später Fachführer, im SS-Bauwesen. Innerhalb des Wirtschaftsverwaltungshauptamtes bekleidete er die Stelle des Hauptabteilungsleiters C VI/3. 1944 wurde er von Hans Kammler als Leiter der SS-Sonderinspektion I mit dem Sitz in Porta Westfalica mit der Durchführung von insgesamt sieben Untertageverlagerungen betraut. Zu diesem Zweck und unter seiner Leitung wurden mehrere KZ-Außenlager in Porta Westfalica sowie das Außenlager Lengerich, errichtet, die organisatorisch dem KZ-Neuengamme zugeordnet waren. Ca. 3300 KZ-Häftlinge sowie ca. 2500 Zivilarbeiter arbeiteten an der Porta Westfalica und ca. 1000 Arbeitskräfte im Bergwerk in Kleinenbremen, insgesamt waren zwischen 6500 und 8500 Arbeitskräfte unter seiner Verantwortung eingesetzt. Von den mehreren Tausend KZ-Häftlingen fanden viele Hundert durch Arbeit und Lebensbedingungen den Tod. Allein im Lager Barkhausen, wo die Häftlinge unter in jeder Hinsicht unmenschlichen Lagerbedingungen zu überleben versuchten, kamen vor allem durch Mangelernährung, schlechte hygienische und medizinische Zustände und Willkür in Kombination mit 12-stündigen Arbeitsschichten von den bis zu 1500 KZ-Häftlingen zwischen 100 und 500 ums Leben. Von Glisczynski hatte zum Kriegsende den Rang eines SS-Sturmbannführers.

## Nach dem Krieg
Nach dem Krieg war er ohne Unterbrechung bis 1977 Generaldirektor der Dortmunder Bauunternehmung Hanebeck. Hier betätigte er sich u. a. in der Sanierung, Sicherung und Erhaltung von 45 denkmalwerten Bauten in Nordrhein-Westfalen. Er publizierte, wie bereits vor 1945, weiter mehrfach Fachartikel zum Straßenbau. Zu seinem 60. Geburtstag würdigte ihn die Zeitschrift Der Tiefbau.